# Gutenbergplatz
La Gutenbergplatz (frz.:place Gutenberg) est située dans la vieille ville de Mayence.

## Principaux édifices
Autour de cette place, on retrouve notamment le Théâtre d'État de Mayence ainsi que la statue de l'imprimeur Johannes Gutenberg, le dessin est de Bertel Thorvaldsen (1837) et le moulage de Charles Crozatier.

## Histoire
Jean Far Eustache de Saint-Far et le concepteur du nouveau plan urbain et monumental de Mayence, ville qui venait d'être lourdement endommagée par les bombardements du siège de Mayence (1793). Pour mener à bien son projet, il dut s'opposer à l'évêque Joseph Ludwig Colmar, car les nouvelles dispositions faisaient peu de cas des églises et envisageaient même la démolition de la cathédrale du vieux diocèse rhénan. Ses édifices étaient conçus dans le Style Empire.
De tous les bâtiments projetés, un seul fut construit, au nord-ouest de la place Gutenberg. Cette maison, bâtie en 1810, se caractérise par un rez-de-chaussée de style rustique et comporte trois étages et demi, comme les immeubles de la rue de Rivoli à Paris.
Mayence, en tant que métropole des pays unifiés de la rive gauche du Rhin, devait rayonner par la modernisation de son tissu urbain. Elle devait assurer les fonctions d’un grand centre militaire, puis par la suite servir de résidence impériale et devenir une vitrine pour l’Empire. Eustache de Saint-Far, bâtisseur expérimenté, fut nommé directeur du département de la construction et ingénieur en chef. Un décret de Napoléon Ier en date du 13 octobre 1804 ordonne de tracer les nouvelles places et rues de la ville : une avenue pour les défilés, à baptiser « grand-Rue Napoléon » et menant à une place Gutenberg (à construire), et les trois boulevards vers le Rhin dits Grosse Bleiche.
Article I : Il sera construit une nouvelle place dans la ville de Mayence, sur l'emplacement même des ruines, dans le quartier de la prévôté. Cette place aura de dix a douze mille mètres [carrés] de superficie.
Article IV : La place Neuve portera le nom de Guttenberg (sic), inventeur de l'imprimerie.

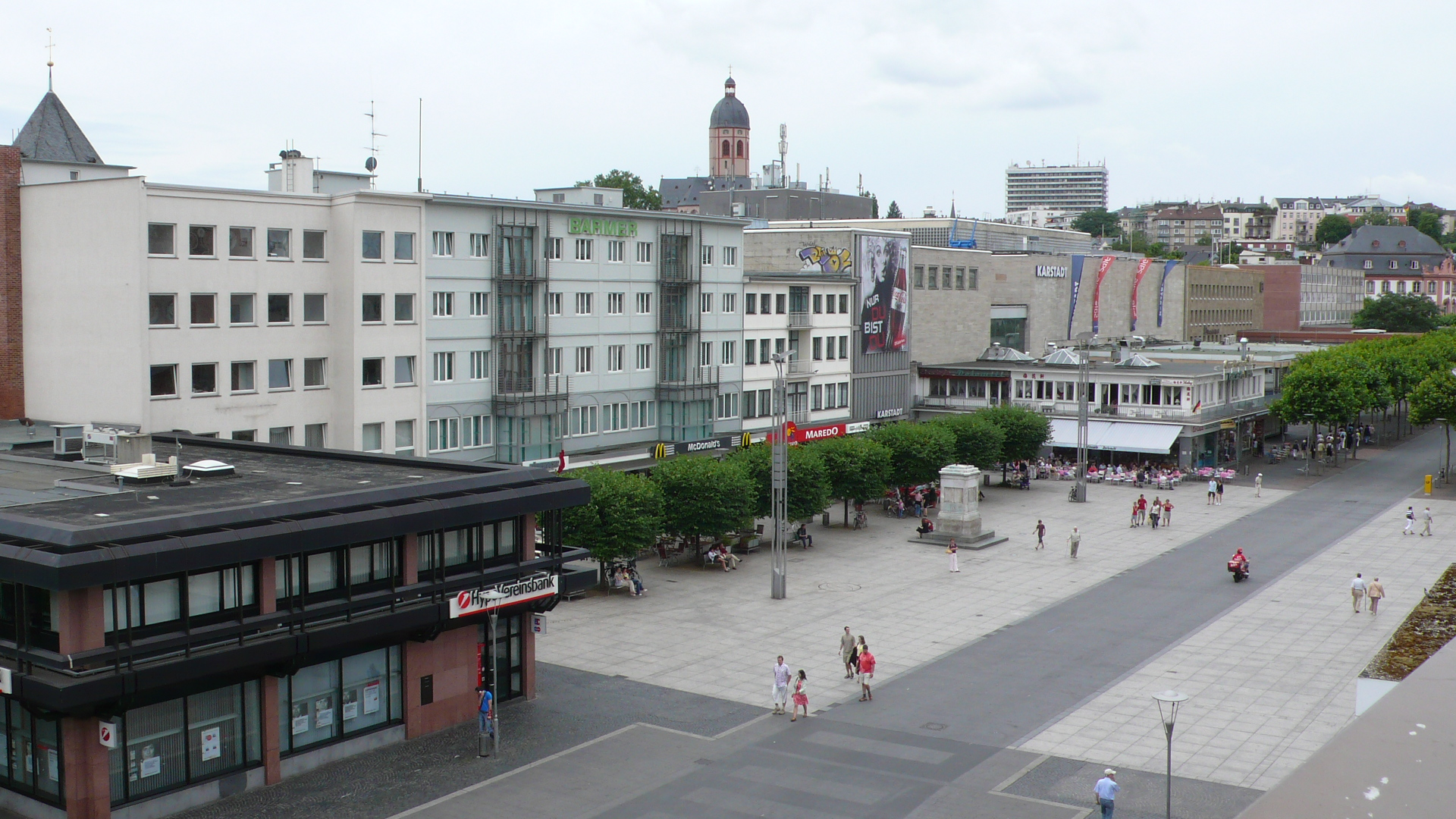
Gutenbergplatz en 2008
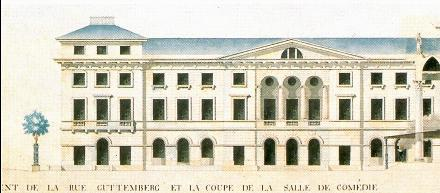
Dessin d'architecture de salle de comédie à Mayence
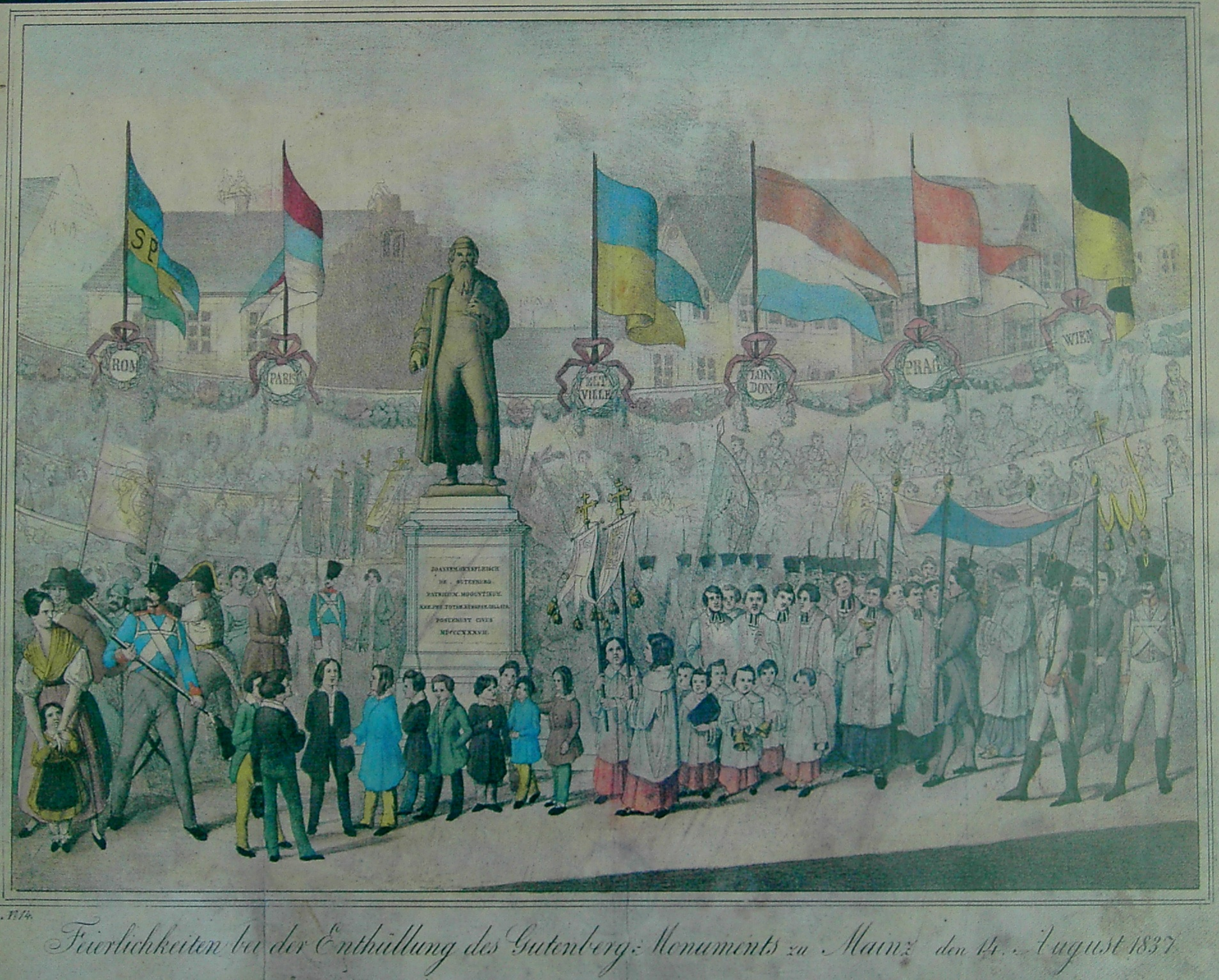
Procession à l'occasion de l'inauguration du monument (14 août 1837)